# Стремутка

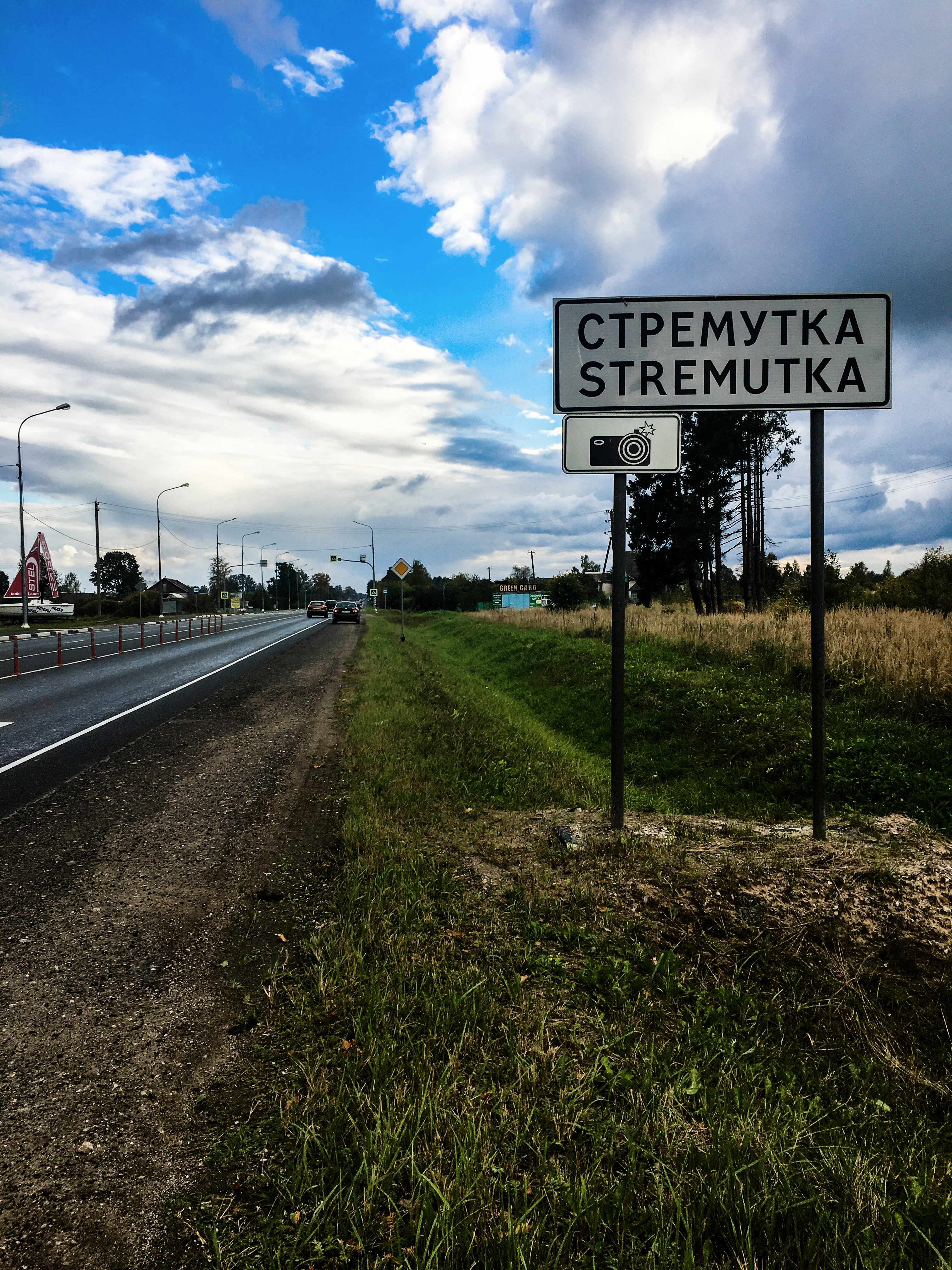
Дорожный знак на въезде в деревню Стремутка

Стрему́тка — деревня в Ядровской волости Псковского района Псковской области, расположенная в 15 км от города Псков на автодороге Санкт-Петербург — Псков — Киев М20.
В деревне находится льняная фирма «Стремутка».

## История
В XVII-XVIII веках столица Стремуцкой губы Псковского уезда, упоминается же Стремуцкая губа в Писцовых книгах 1585-87 гг.
Во время оккупации 1943 года немецкое командование на территории деревни осуществляло формирование одной из частей РОА.

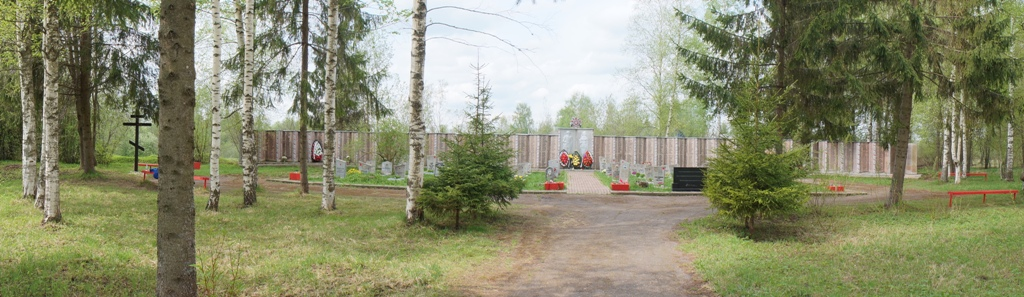
Воинское захоронение

В деревне расположено воинское захоронение с останками 3099 (на 2019 год - около 4-х тысяч) павших в годы Великой Отечественной войны советских воинов. В числе захороненных, более 20 человек - воины 14 отдельного штрафного батальона, погибшие в марте, апреле и мае 1944 года. Имена не всех похороненных здесь военнослужащих 14 ОШБ указаны в списках захоронения.
Боям за Стремутку весной 1944 года посвящена целая глава книги старшего научного сотрудника Эрмитажа Н. Н. Никулина "Воспоминания о войне", где автор-фронтовик сравнивает накал боёв под Стремуткой с самыми тяжелыми боями по прорыву блокады на Ленинградском фронте – под Синявино, Гайталово , Тортолово и Вороново.
В 2012 году был построен газопровод высокого давления Стремутка — Остров — Пыталово, позволивший приступить к газификации Пыталовского района Псковской области.

## Население
| 2001 | 2002 | 2010 | 2016 |
| ---- | ---- | ---- | ---- |
| 584  | ↘557 | ↗562 | ↗795 |